# Ekateríni Voggoli
Ekateríni Voggoli (in greco Αικατερίνη Βόγγολη?; Larissa, 30 ottobre 1970) è un'ex discobola greca, vincitrice della medaglia d'oro agli europei di Monaco 2002.

## Palmarès
| Anno | Manifestazione          | Sede                   | Evento           | Risultato | Misura  | Note                          |
| ---- | ----------------------- | ---------------------- | ---------------- | --------- | ------- | ----------------------------- |
| 1993 | Giochi del Mediterraneo | Linguadoca-Rossiglione | Lancio del disco | Argento   | 56,10 m |                               |
| 1996 | Olimpiadi               | Atlanta                | Lancio del disco | 22ª       | 58,70 m |                               |
| 1998 | Europei                 | Budapest               | Lancio del disco | 5ª        | 63,56 m |                               |
| 1999 | Mondiali                | Siviglia               | Lancio del disco | 11ª       | 61,00 m |                               |
| 2000 | Olimpiadi               | Sydney                 | Lancio del disco | 9ª        | 61,57 m |                               |
| 2001 | Mondiali                | Edmonton               | Lancio del disco | 13ª       | 59,98 m | [ 1 ]                         |
| 2002 | Europei                 | Monaco                 | Lancio del disco | Oro       | 64,31 m |                               |
| 2003 | Mondiali                | Parigi                 | Lancio del disco | Bronzo    | 66,73 m | Miglior prestazione personale |
| 2004 | Olimpiadi               | Atene                  | Lancio del disco | 8ª        | 62,37 m |                               |